# Боголеп Черноярский
Боголе́п Черноя́рский (в миру Бори́с Я́ковлевич Ушако́в; 2 мая 1647 — 1 августа 1654) — «отрок-схимник», местночтимый святой Русской православной церкви, почитается в лике преподобных, память совершается (по юлианскому календарю) — 24 июля и во второе воскресение по Пятидесятнице (Собор Всех святых, в земле Российской просиявших).

## Жизнеописание
Родился в Москве в семье боярина Якова Лукича Ушакова и Екатерины Васильевой. В крещении был наречён Борисом в честь благоверного князя Бориса Владимировича. Его отец в 1651 году был назначен воеводой в Чёрный Яр. Житие рассказывает, что ребёнок с ранних лет был очень набожный: младенцем соблюдал посты в среду и пятницу, при звуках колокола плакал, показывая тем самым чтобы его несли в церковь.
Борис был очень болезненным: в 7 лет у него появилась язва на ноге, которая вскоре прошла, но началась новая болезнь, называемая «чечуй» (язвы на лице). Однажды он увидел странствующего монаха и был поражён его облачением. Борис попросил родителей постричь его в схиму, заявив, что после этого он выздоровеет. Родители согласились и Борис был пострижен в схиму с именем Боголеп (русский перевод греческого имени Феопрепий). Согласно житию, на следующий день после пострига он выздоровел, а ещё через день заболел «огневицей» (лихорадка) и скончался. В различных вариантах жития год смерти Боголепа различается — 1 августа 1654 или 1659 года (первая дата считается более соответствующей житийной истории). Боголеп был погребён рядом с церковью в честь Воскресения Господня, позднее над его могилой была построена часовня.

## История почитания Боголепа Черноярского
Почитание Боголепа возникло вскоре после его смерти. День его памяти указан в Кайдаловских святцах (конец XVII века) и в «Описании о российских святых» (известно по спискам конца XVII—XVIII веков). Ему приписывали спасение Чёрного Яра от войск Степана Разина, от кубанских татар (1689, 1711) и от мора 1717 года. Первая икона святого отрока была написана в 1695 году иконописцем Иоанном, священником астраханской Богородице-Рождественской церкви, получившем, по преданию, после этого исцеление от болезни глаз.

Преподобный Боголеп (правый в нижнем ряду) на иконе астраханских святых в верхнем храме Успенского собора Астраханского кремля

В 1722 году Чёрный Яр посетил Пётр I, осмотрел могилу отрока и запретил петь панихиды над его гробом и приказал уничтожить часовню. В это же время была уничтожена и икона Боголепа, написанная Иоанном. В 1723 году императорским указом астраханский епископ Иоаким (Владимиров) был смещён с кафедры, было указано направить его «в какую пристойно епархию викарием». Это связывают с событиями Астраханского восстания 1705—1706 годов, когда царские войска подошли к Чёрному Яру, то взбунтовавшиеся старообрядцы начали распространять среди население слух, что от царя-антихриста их спасёт отрок Боголеп. Несмотря на это, Иоаким поддерживал у себя в епархии почитание преподобного Боголепа. Напротив местное предание сообщает, что царь заинтересовался историей отрока и разрешил петь над его гробом панихиды.
В 1731—1732 годы Савва Татаринов, исполняя свой обет, данный после освобождения из калмыцкого плена, написал житие преподобного Боголепа. В 1736 году вместо деревянной Воскресенской церкви на средства московского купца И. П. Красносёлова в Чёрном Яре начали постройку каменного храма. В ходе строительства в 1741 году захоронение Боголепа включил в придел, освящённый во имя Иоанна Воина. Местная канонизация Боголепа состоялась во второй половине XVIII века. К середине XIX века берег Волги на котором стояла Воскресенская церковь был сильно подмыт, из церкви вынесли все святыни и в 1848 году по распоряжению архиепископа Евгения (Бажанова) пытались обрести мощи преподобного Боголепа, но они найдены не были. Весной 1849 года часть храма под которой находилось его захоронение обрушилась в Волгу.
Существовавшую местную канонизацию Боголепа подтвердил Поместный собор Православной Российской Церкви (1917—1918), включивший его имя в состав Собора всех святых, в земле Российской просиявших.